# Націонал-більшовизм
Націонал-більшовизм — різновид націонал-соціалізму, ідеологічна підтечія німецького та російського нацизму в Росії та веймарській Німеччині, що зародилася у 1920-тих роках після закінчення Першої світової війни спочатку в Німеччині й майже одразу в Росії під впливом важкого внутрішнього та міжнародного становища обох країн. Націонал-більшовики основою своєї ідеології вважали поєднання консервативних національно-державницьких та радикально лівих ідей при абсолютному запереченні лібералізму. Німецький і російський націонал-більшовизми мали істотні відмінності у своїх виявах та організаційних засадах, а їх вплив на українську дійсність виявився несхожим за своїм вектором. Є трохи лівішим ніж гітлерівський націонал-соціалізм, його німецьким відповідником є штрассеризм. Поєднує в собі радянські патріотизм і економічні погляди з радикальним російським етнічним націоналізмом. 

## Визначення
Різниця між Націонал-більшовизмом та Націонал-комунізмом кардинальна. Націонал-комуністи від самого початку були прихильниками радикальних поглядів, комунізм становив для них головну цінність, і вони були переконані в тому, що створення комуністичної економіки саме по собі знищить національне гноблення. Натомість Н.-б. виник у середовищі консервативних діячів, які намагалися використати революцію для захисту інтересів імперської нації, а в комунізмі бачили тимчасову добавку такого становлення. Націонал-комуністи розглядали СРСР як союз рівноправних націй, прообраз майбутнього комуністичного світу, тоді як ідеологія Н.-б. бачила СРСР своєрідним плавильним казаном, де національні культури переплавляються й, додаючи щось до існуючої російської культури, стають її частиною. Таким чином, Н.-б. був спробою застосувати комуністичні ідеї в інтересах імперського націоналізму, тоді як націонал-комунізм був по своїй суті антиімперським явищем. Про антагоністичність націонал-комуністичних та націонал-більшовицьких поглядів свідчить і політична практика СРСР — відверте втілення націонал-більшовицьких ідей розпочалося лише після ліквідації націонал-комунізму.

## Націонал-більшовизм в Німеччині
«Націонал-більшовизм» з'явився в Німеччині на рівні ідей. Навесні 1919 цим терміном позначалися погляди тих політичних діячів, які схвалювали соціальні заходи більшовиків та виступали за військове співробітництво Німеччини і РСФРР. Першим виступом, що поклав початок націонал-більшовицькому напряму в політичній думці, вважається стаття П.Ельцбахера (1868—1928) «Останній засіб», опублікована 2 квітня 1919 в газеті «Der Tag» («День»). У ній, як і в більш пізніх публікаціях, доктор права і член Німецької народної партії П.Ельцбахер закликав здійснити соціалізацію засобів виробництва та укласти союз із радянською Росією й радянською Угорщиною з метою захисту національних інтересів Німеччини. Під час обговорення цих пропозицій і виник термін «національний більшовизм». Ідея Н.-б. знайшла певний відгук серед німецької інтелектуальної еліти. Теоретиками націонал-більшовицького руху були Е.Нікіш, К.-О.Петель, Г.Ебелінг. Н.-б. став популярним тоталітарним рухом міжвоєнної Німеччини, проміжною ланкою між націонал-соціалізмом та комунізмом.
Ключовим теоретичним постулатом німецького націонал-більшовизму була концепція побудови національного соціалізму заради національної величі країни. При цьому наголошувалося на всесвітній революціонізуючій ролі пригнобленої нації. Найбільш революційними діячі націонал-більшовицького напряму вважали російську та німецьку нації. Під червоним прапором соціальної революції і з орієнтацією на воєнний союз із РСФРР націонал-більшовики бачили шлях до вирішення національних проблем Німеччини.
В організаційному плані націонал-більшовицькі ідеї намагалися втілити німецькі комуністи Г.Лауфенберг та Ф.Вольфгейм. Перший із них після Листопадової революції в Німеччині 1918 деякий час очолював Гамбурзьку раду робітників, солдатів і матросів. Ці діячі брали активну участь у створенні Комуністичної партії Німеччини й очолили в ній ліву опозицію. Згодом вони увійшли до новоствореної Комуністичної робітничої партії Німеччини, відомої ще як «Гамбурзька», до якої перейшло до 40 % складу Комуністичної партії Німеччини. Н.Лауфенберг та Ф.Вольфгейм називали свою програму дій націонал-більшовицькою. Вони закликали до народної війни проти Антанти в союзі з усіма патріотичними силами Німеччини. Акцент на національних, а не класових засадах, викликав відверто негативну реакцію керівництва Інтернаціоналу Комуністичного та особисто В.Леніна, який у праці «Дитяча хвороба лівизни в комунізмі» назвав подібні настанови «вопиющей нелепостью». За наполяганням керівництва Комінтерну Г.Лауфенберга та Ф.Вольфгейма виключили як із лав Комуністичної партії Німеччини (жовтень 1919), так і з лав Комуністичної робітничої партії Німеччини (квітень 1920). Оскільки вони не визнали свої заклики помилковими, їх затаврували як «націоналістичних зрадників».
Влітку 1920 Г.Лауфенберг і Ф.Вольфгейм створили «Союз комуністів», ідейною платформою якого був Н.-б. Однак ця орг-ція не стала єдиним центром націонал-більшовицького руху, який продовжував існувати у вигляді розпорошених груп та гуртків. Цьому сприяли як періодичні потепління у відносинах між нацистами й комуністами, так і подібність гасел цих двох найбільш потужних тоталітарних рухів з націонал-більшовицьким.
Ідеологія Н.-б. була особливо близькою лівому крилу націонал-соціалістів. На поч. 1930-х рр. більша частина прихильників Н.-б. перейшла під гітлерівські прапори, а менша — до комуністів. 1932 та на початку 1933 Е.Нікіш та К.-О.Петель зробили спробу виставити єдиний список націонал-більшовиків на парламентських виборах, але було вже запізно. З приходом до влади А.Гітлера частина керівників націонал-більшовицького руху емігрувала, друга була репресована.

## Націонал-більшовизм в Росії
Ідеологія російського націонал-більшовизму мала інше коріння, оскільки народилася в середовищі російської еміграції, однак назва була запозичена саме з Німеччини. На відміну від німецького націонал-більшовизму у російському йшлося не про стимулювання революції, а про її подолання. Стрижневою думкою було визнання більшовицької влади національно-російською і такою, що єдина в конкретних історичних умовах має змогу відновити великодержавність Росії. Н.-б. став головним ідейним обґрунтуванням зміновіхівства. Як політична практика він виявився, насамперед, у державній політиці з початком доби «Великого перелому».
Головним ідеологом Н.-б. став колишній кадет М.Устрялов, який свого часу перебував в Омському уряді О.Колчака. У лютому 1920 він переосмислив свою позицію: «Як це, можливо, не парадоксально, але об'єднання Росії йде під знаком більшовизму, який став імперіалістичним та централістичним ледь не більше, аніж сам П. М. Мілюков». Оскільки великодержавність була одним із головних мотивів існування Білого руху, М.Устрялов виступив категорично проти продовження збройної боротьби з більшовиками. Натомість, застосовуючи логічні міркування та користуючись історичними аналогіями, він запевняв російську еміграцію в майбутньому переродженні більшовизму на національну доктрину.
«Націонал-більшовизм» М.Устрялов визначав як «використання більшовизму в національних цілях». При цьому він вбачав у більшовизмі вияв російського національного характеру та категорично наголошував на нетотожності понять «більшовизм» і «комунізм»: перше він розглядав як суто російське явище, а друге — як інтернаціональне, антиросійське. Близькою для зміновіхівського руху була теза М.Устрялова поч. 1920-х рр. про те, що «лише в зживанні, подоланні комунізму — запорука господарського відродження держави». Непівську Росію він порівнював із редискою: «Червона ззовні, біла зсередини».
Якщо зміновіхівський рух остаточно вичерпався після повернення до комуністичних методів господарювання доби «Великого перелому», то Н.-б. знайшов у ньому друге дихання. М.Устрялов визнав свої помилки у сфері економічної теорії та цілковито підтримав Й.Сталіна як російського державника. Сталінську тезу про соціалізм в одній країні він інтерпретував як своєрідну формулу російської великодержавності. Переконавшись у тому, що сталінське керівництво фактично виконує націонал-більшовицьку програму, М.Устрялов 1935 повернувся до СРСР, де через 2 роки був репресований. На термін «націонал-більшовизм» було накладено табу, оскільки радянська влада публічно позиціонувала себе як «інтернаціональну».
Загибель творця ідеї не зупинила її реалізацію. Саме в 1930-ті рр., після остаточного розгрому українського націонал-комунізму та ліквідації подібних настроїв в інших республіках, сталінське керівництво почало відверто здійснювати національно-російський курс, передбачений (чи запроектований) М.Устряловим. Тобто Н.-б. реально перетворився на політичну практику владної еліти. Нинішня російська національна свідомість, усі її головні риси були сформовані розпочатим у 1930-ті рр. сталінським націонал-більшовицьким курсом, який історики часто визначають як «сталінізм». Насамперед це стосується культів князя Олександра Невського, князя О.Суворова та російського імператора Петра I, активне формування яких розпочалося ще до війни з Німеччиною, а також головного сьогоднішнього культу — «Перемоги у Великій Вітчизняній війні».

## Націонал-більшовизм в Україні
Термін «націонал-більшовизм» використовувався і в радянській Україні міжвоєнного періоду. М.Хвильовий вживав його в російському значенні, але при захисті тези про необхідність національного розвитку української культури: «Коли наші погляди в цьому випадку зійдуться з „чаяніями“ нашої ж таки дрібної буржуазії і навіть фашистів, то це зовсім не значить, що ми помиляємось. … Словом, коли „націонал-більшовик“ Устрялов приймає програму компартії, то це зовсім не значить, що ця програма потребує коректив».
У близькому до німецького визначення вживав цей термін В.Сосюра в одному з варіантів вірша «Два Володьки» (1931): «Довго, довго я був із собою в бою… /Обсипалось і знов зеленіло в гаю, /Пролітали хвилини, як роки… /Рвали душу мою два Володьки в бою, /І обидва, як я, кароокі. /І в обох ще не знаний, невиданий хист, — /Рвали душу мою комунар і червоний фашист. /Другий (той, що ішов на Ейхгорна) /Очі мав не вперед, а назад і убік, — /Об'єктивно й по суті був чорний, /Або націонал-більшовик». Надалі з метою уникнення аналогії між комунізмом і фашизмом замість «червоний фашист» (по тексту — синонім терміна «націонал-більшовик») при цитуванні В.Сосюри вживався термін «націоналіст», а останні чотири рядки мало відомі навіть дослідникам творчості В.Сосюри. Пізніше з приводу цього вірша П.Любченко в листі Й.Сталіну зауважив, що поет В.Сосюра назвав себе «націонал-більшовиком», та звинуватив М.Скрипника в популяризації цього терміна.
В Україні на офіційному рівні цей термін уперше було вжито на червневому (1927) пленумі ЦК КП(б)У при обговоренні ситуації з Комуністичною партією Західної України. У доповіді на пленумі М.Скрипник процитував проект резолюції, який навесні 1927 пропонував представник Комінтерну пленумові ЦК КПЗУ. У ньому, зокрема, зазначалося: «Найбільшою ідейною загрозою перед пролетаріатом Західної України є націонал-більшовизм». Як у процитованому документі, так і під час обговорення доповіді М.Скрипника Н.-б. розумівся як синонім «націонал-ухильництва», при цьому деякі виступаючі сумнівалися в доцільності його вживання. Окремо зупинився на питанні про Н.-б. В.Затонський, який щодо визначення «націонал-більшовизм» зауважив, що «його варто вживати тоді, коли справа ходить про масовий рух, наприклад про селянський рух, який іде під гаслом національним і одночасово виставляються гасла, які наближаються до більшовизму». Він рішуче заперечив можливість характеристики прихильників О.Шумського і К.Саврича (Максимовича) в КПЗУ як «націонал-більшовиків» та різко розмежував «націонал-більшовизм» і «націонал-ухильництво»: «В першому випадкові маси, може й несвідомо, але все-таки політично наближаються до більшовизму, а тут навпаки — від більшовиків відходять».
На початку 1930-х рр., уже після офіційного засудження теорії двокорінності КП(б)У, нарком освіти УСРР та член політбюро ЦК КП(б)У М.Скрипник спробував поширити вживання цього терміна саме в запропонованому В.Затонським напрямі. Він намагався перенести термін «націонал-більшовик» на тих членів КП(б)У, які перебороли свій «український націоналізм» і прийшли до більшовизму. Це визначення формально було дещо подібним до того, що вживалося в німецькому зразку (приклад колишніх комуністів Г.Лауфенберга та Ф.Вольфгейма). Але були й істотні відмінності, які не дають підстави розглядати дані випадки як синоніми. М.Скрипник цей термін вживав винятково щодо тих діячів, які були членами КП(б)У, тобто не могли скласти конкуренції більшовикам. А в Німеччині націонал-більшовицький рух був опонентом комуністичному.
В Україні дане визначення стосувалося насамперед членів розпущеної 1925 Української комуністичної партії, а також колишніх «розламівців» із КПЗУ. Фактично це був пошук шляху до ліквідації суперечностей, що існували в КП(б)У з приводу партійного минулого її окремих членів. Зокрема, в одному з виступів М.Скрипник зазначив: «Практичні заходи, за які боролася і які обстоювала УКП, все, що вона вважала за потрібні умови для своєї ліквідації… вони є лише укапістською формою, націонал-більшовицьким виразом того, що вже намічено, що комуністична партія більшовиків УСРР та СРСР провадить в життя».
Після обговорення в політбюро ЦК КП(б)У, що відбулося навесні 1932, М.Скрипник погодився з недоцільністю вживання цього терміна. Він зауважив, що, застосовуючи щодо УКП термін «націонал-більшовизм», не вкладав у нього якогось особливого змісту, такого, як, наприклад, ті ж німецькі націонал-більшовики. Ймовірно, про цей термін би геть забули, якби не пошуки «помилок» М.Скрипника в національному питанні, що розпочалися на початку 1933. Оскільки вживання терміна «націонал-більшовизм» було чи не єдиною доведеною помилкою М.Скрипника, яку, до того ж, він визнав сам, то саме з цього й розпочалося його цькування. У зданому до друку в березні 1933 номері «Більшовика України» було надруковано статтю П.Любченка «Про національ-більшовизм», в якій, без згадування прізвища, автора терміна «націонал-більшовизм» було піддано суворій критиці. «Націонал-більшовизм» як одна з основних помилок М.Скрипника визначався майже у всіх резолюціях та антискрипниківських статтях до осені 1933. Про існування «шкідливої теорії націонал-більшовизму, що становив немовби синтез між націоналізмом та більшовизмом», ішлося і в проекті доповіді з питань національної політики ЦК КП(б)У, з якою С.Косіор мав виступити на найближчому після смерті М.Скрипника пленумі ЦК КП(б)У. Але Й.Сталін особисто перекреслив процитовані вище рядки: зайвих згадок про Н.-б. він вирішив уникнути, тим більше, що з його ініціативи М.Скрипнику були пред'явлені більш вагомі звинувачення. Надалі в радянській пропаганді, а згодом і в історіографії, термін «націонал-більшовизм» не вживався.
Друге «дихання» в характеристиці українських діячів міжвоєнного періоду термін «націонал-більшовизм» отримав в історіографії незалежної України. Перш за все це стосується тих праць, де так чи інакше досліджується діяльність М.Скрипника, а відтак ідеться про його «націонал-більшовицькі» помилки. В основному на походження цього терміна та його історичний зміст увага не звертається — і тому він досить часто вживається як синонім «націонал-комунізму», а його реальне значення залишається поза увагою. «Націонал-більшовиками» називають, приміром, і самого М.Скрипника, і М.Хвильового, які ніколи в українських національних партіях не перебували, а відтак до націонал-більшовиків, навіть за скрипниківським тлумаченням, не належали.
Що ж до більш поширеного в межах СРСР поняття про Н.-б. як пропаговану М.Устряловим теорію, то М.Скрипник, М.Хвильовий, як і загалом усі ті, кого зараховують до націонал-комуністів, були його непримиренними ворогами. Такий Н.-б. був антагоністом націонал-комунізму.
Після розпаду СРСР на території Росії виникло чимало рухів, які позиціонують себе як націонал-більшовицькі і ведуть свій родовід від російського та німецького Н.-б. міжвоєнного періоду.
Провідні практикуючі та теоретики національного більшовизму в Росії включають Олександра Дугіна та Едуарда Лімонова, який очолює незареєстровану та заборонену Національно-більшовицьку партію (НБП) в Росії.